# ماريون تشيسني
ماريون تشيسني (بالإنجليزية: Marion Chesney)‏ (1936، غلاسكو في المملكة المتحدة)؛ كاتِبة وروائية بريطانية.

## روابط خارجية
- ماريون تشيسني على موقع IMDb (الإنجليزية)
- ماريون تشيسني على موقع ميوزك برينز (الإنجليزية)